# Terreur (film, 1995)
Pour les articles homonymes, voir Terreur.
Série
La Nuit d'Halloween
(1999)
Pour plus de détails, voir Fiche technique et Distribution.
Terreur (The Fear) est un film d'horreur américain réalisé en 1995 par Vincent Robert.

## Synopsis
En compagnie de quelques amis étudiants, Richard Strand organise un week-end à l'écart de toute civilisation, dans un chalet perdu au fond des bois. Là, tous se livrent, parlent de leurs terreurs les plus intimes, les plus refoulées. Troy avoue que les insectes le pétrifient, Leslie que la perspective de vieillir lui glace le sang, Tanya, que la moindre étendue d'eau la plonge dans un état second... Soudain, ils découvrent, dans un grenier, Morthy, un mannequin de bois datant des années 1920, abolit la frontière qui sépare cauchemar et réalité. Dès lors, ce qui n'était qu'une paisible et luxuriante forêt devient le plus cruel des pièges. Un piège qui se referme sur six innocents...

## Fiche technique
- Titre : Terreur
- Titre original : The Fear
- Réalisation : Vincent Robert
- Scénario : Ron Ford et Greg H. Sims
- Musique : Robert O. Ragland
- Photographie : Bernd Heinl
- Montage : Nancy Forner
- Production : Richard Brandes
- Société de production : A-Pix Entertainment et Devin Entertainment
- Pays :  États-Unis
- Genre : Horreur
- Durée : 102 minutes
- Dates de sortie : 
  -  États-Unis : 20 janvier 1995

## Distribution
- Eddie Bowz : Richard
- Heather Medway : Ashley
- Ann Turkel : Leslie
- Wes Craven : Dr Arnold
- Erick Weiss : Motty
- Vince Edwards : Pete
- Darin Heames : Troy
- Anna Karin : Tanya
- Antonio Lewis Todd : Gerald
- Leland Hayward : Vance
- Monique Mannen : Mindy
- Hunter Bedrosian : Richard enfant
- Rebecca Baldwin : Rose
- Gregory Littman : Claude
- Stacy Edwards : Becky
- Tom Challis : détective n° 1
- Daniel Franklin : le père
- Lisa Iannini : la mère
- Corey Wilson : le fils
- Bill Winkler : l'agent d'État
- Ron Ford : le garde de sécurité
- Greg Roszyk : Pete jeune

## Suite
Une suite, La Nuit d'Halloween (The Fear 2: Resurrection), est sortie en 1999.